# Liste der Stolpersteine in der Provinz Monza und Brianza

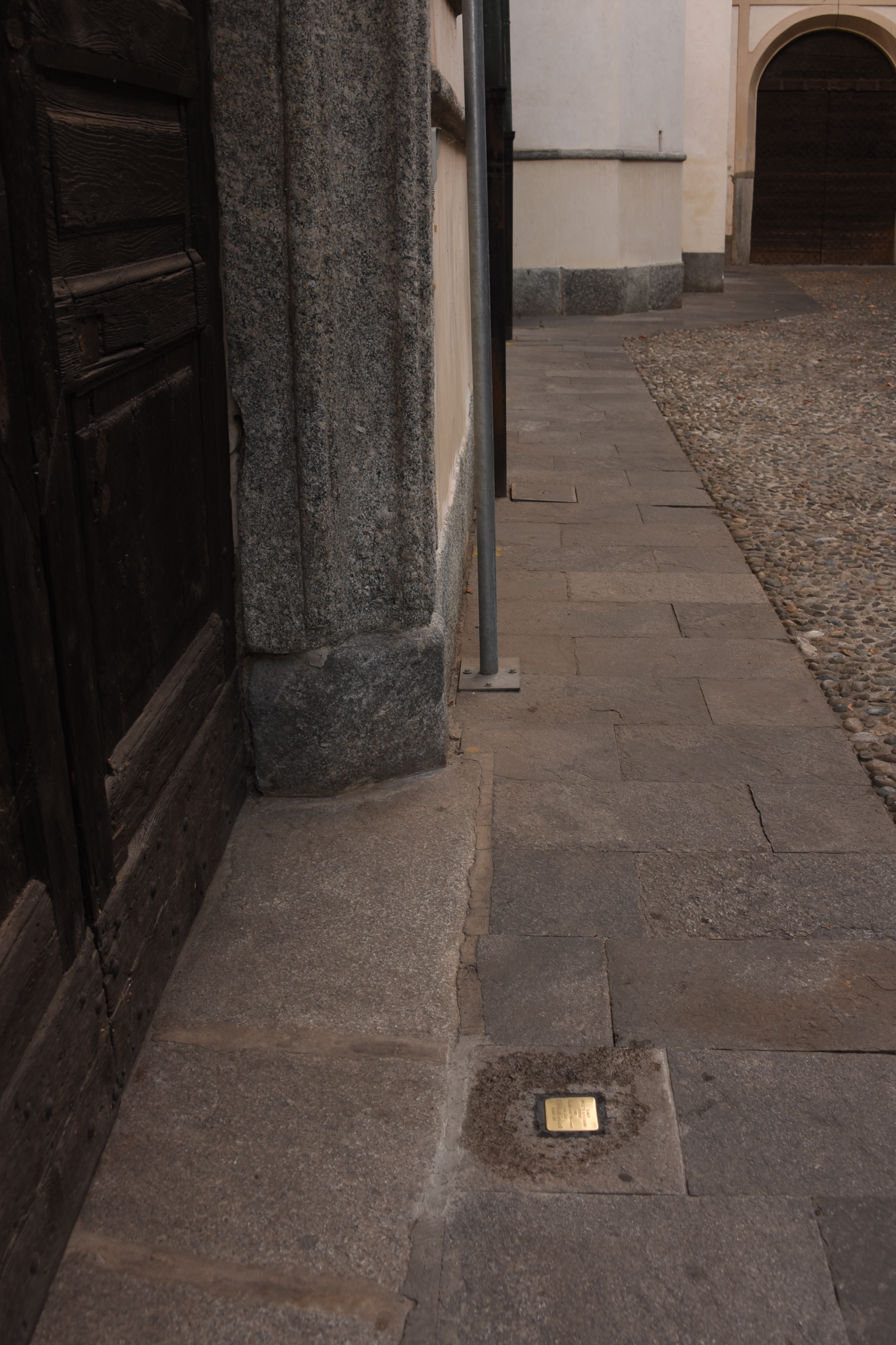
Stolperstein in Cesano Maderno

Die Liste der Stolpersteine in der Provinz Monza und Brianza enthält die Stolpersteine der Provinz Monza und Brianza in der Lombardei. Stolpersteine erinnern an das Schicksal der Menschen aus dieser Provinz, die von Nationalsozialisten ermordet, deportiert, vertrieben oder in den Suizid getrieben worden sind. Die Stolpersteine wurden von Gunter Demnig verlegt. Sie liegen im Regelfall vor dem letzten selbstgewählten Wohnort des Opfers. Ihre Bezeichnung lautet auf Italienisch: Pietre d’inciampo.
Die ersten Verlegung in der Provinz Monza und Brianza fanden am 26. Januar 2019 in Cesano Maderno, Lissone, Muggiò und Seregno statt.

## Listen der Stolpersteine
Die Tabellen sind teilweise sortierbar; die Grundsortierung erfolgt alphabetisch nach dem Familiennamen.

### Agrate Brianza
In Agrate Brianza wurden drei Stolpersteine an drei Adressen verlegt.
| Stolperstein | Übersetzung | Verlegeort                             | Name, Leben                    |
| ------------ | --- | -------------------------------------- | ------------------------------ |
|              | HIER WOHNTE VITALE BALCONI GEBOREN 1915 VERHAFTET 8.9.1943 DEPORTIERT WALDBREITBACH ERMORDET 1.1.1945 FREINSHEIM | Via Giuseppe Mazzini, 4 Agrate Brianza | Vitale Balconi (1915–1945)     |
|              | HIER ARBEITETE DOMENICO RIGAMONTI JG. 1901 VERHAFTET 18.2.1944 DEPORTIERT MAUTHAUSEN ERMORDET 22.8.1944 HARTHEIM | Viale Bianca Maria, 7 Agrate Brianza   | Domenico Rigamonti (1901–1944) |
|              | HIER WOHNTE CARLO RIVOLTA GEBOREN 1911 VERHAFTET 8.9.1943 DEPORTIERT BUCHENWALD ERMORDET 12.4.1944               | Via IV Novembre, 6 Agrate Brianza      | Carlo Rivolta (1911–1944)      |

### Aicurzio
In Aicurzio wurde ein Stolperstein verlegt.
| Stolperstein | Übersetzung | Verlegeort      | Name, Leben |
| ------------ | --- | --------------- | --- |
|              | HIER WOHNTE TRANQUILLO CASIRAGHI GEBOREN 1901 VERHAFTET 15.3.1944 DEPORTIERT MAUTHAUSEN ERMORDET 24.4.1945 GUSEN | Piazza Chiesa 4 | Tranquillo Casiraghi wurde am 24. August 1901 in Aicurzio geboren. In den 1930er Jahren heiratete er Giuseppina Parma, mit der er drei Kinder hatte: Maria, Enrica und Carla. Die Familie lebte in Aicurzio, Piazza Chiesa 4. Casiraghi arbeitete als Monteurassistent bei der Maschinenbaufirma Breda. Ab dem 1. März 1944 kam es zu Generalstreiks, die Arbeit wurde niedergelegt als Zeichen des Widerstandes gegen die Faschisten. In der Folge kam es zu Massenverhaftungen, am 15. März 1944 wurde Tranquillo Casiraghi vor der Fabrik verhaftet. Er kam zuerst in das San-Vittore-Gefängnis in Mailand, danach in die Caserma Umberto I und wurde dann in das KZ Mauthausen deportiert. Dort erhielt er die Gefangenennummer 61598. Von Mauthausen wurde er in das KZ Gusen deportiert. Tranquillo Casiraghi wurde dort am 15. März 1945 ermordet, wahrscheinlich durch eine vergiftete Suppe. |

### Albiate
In Albiate wurden zwei Stolpersteine an zwei Adressen verlegt.
| Stolperstein | Übersetzung | Verlegeort                            | Name, Leben                           |
| ------------ | --- | ------------------------------------- | ------------------------------------- |
|              | HIER LEBTE ANACLETO GIUSEPPE COLOMBO GEBOREN 1900 DEPORTIERT MAUTHAUSEN ERMORDET 13.10.1944 GUSEN                | Via delle Rimembranze, 18 · Albiate · | Giuseppe Colombo Anacleto (1900–1944) |
|              | HIER WOHNTE AMEDEO FRATTINI GEBOREN 1901 VERHAFTET 28.3.1944 DEPORTIERT 1944 MAUTHAUSEN-GUSEN ERMORDET 24.4.1945 | Via Marconi, 57 · Albiate ·           | Amedeo Frattini (1901–1945)           |

### Arcore
In Arcore wurden drei Stolpersteine an einer Adresse verlegt.
| Stolperstein | Übersetzung | Verlegeort           | Name, Leben                    |
| ------------ | --- | -------------------- | ------------------------------ |
|              | HIER LEBTE MARIO CARLO AMPUSI GEBOREN 1901 VERHAFTET 23.11.1944 DEPORTIERT ERMORDET 18.3.1945 KAHLA                                   | Largo Vela, 1 Arcore | Mario Carlo Ampusi (1901–1945) |
|              | HIER LEBTE FRANCESCO CAGLIO GEBOREN 1909 VERHAFTET 6.3.1944 INTERNIERT IN FOSSOLI ERMORDET 12.7.1944 SCHIESSSTAND VON CIBENO          | Largo Vela, 1 Arcore | Francesco Caglio (1909–1944)   |
|              | HIER WOHNTE CIRILLO CASTELLO GEBOREN 1911 VERHAFTET 12.9.1943 DEPORTIERT 1944 RHODOS GESTORBEN 11.2.1944 UNTERGANG DAMPFSCHIFF 'ORIA' | Largo Vela, 1 Arcore | Cirillo Castello (1911–1944)   |

### Barlassina
In Barlassina wurden zwei Stolpersteine an zwei Adressen verlegt.
| Stolperstein | Übersetzung | Verlegeort                                                      | Name, Leben                   |
| ------------ | --- | --------------------------------------------------------------- | ----------------------------- |
|              | HIER WOHNTE ACHILLE TAGLIABUE GEBOREN 1913 VERHAFTET 14.9.1943 DEPORTIERT MITTELBAU-DORA ERMORDET 4.2.1944       | Corso Milano, 22 Barlassina                                     | Achille Tagliabue (1913–1944) |
|              | HIER WOHNTE CARLO VISCONTI GEBOREN 1920 VERHAFTET 8.9.1943 RHODOS DEPORTIERT 1944 HILDESHEIM GESTORBEN 30.3.1945 | Corso Milano 60 damals via Vittorio Emanuele III, 15 Barlassina | Carlo Visconti (1920–1945)    |

### Bellusco
In Bellusco wurde ein Stolperstein verlegt.
| Stolperstein | Übersetzung | Verlegeort  | Name, Leben |
| ------------ | --- | ----------- | --- |
|              | HIER WOHNTE ALESSANDRO FUMAGALLI GEBOREN 1901 VERHAFTET 28.3.1944 DEPORTIERT MAUTHAUSEN ERMORDET 30.4.1945 GUSEN | Via Dante 2 | Alessandro Fumagalli wurde am 22. August 1901 in Capiate geboren. Er war verheiratet und hatte eine Tochter, Emilia. Fumagalli arbeitete als Mechaniker für Falck. In der Nacht vom 27. März auf den 28. März 1944 wurde er von Carabinieri aus Bernareggio in seinem Haus verhaftet. Er wurde im San-Vittore-Gefängnis in Mailand inhaftiert und von dort nach Bergamo überstellt. Am 4. April 1944 erfolgte seine Deportation in das KZ Mauthausen, wo er die Gefangenennummer 61644 erhielt. In der Folge erfolgte seine weitere Deportation in das KZ Gusen. Alessandro Fumagalli verlor am 30. April 1945 sein Leben durch Unterernährung und Entkräftung. Seine Familie erfuhr erst nach Kriegsende einiges Wenige über den Grund der Verhaftung und seinen Weg. Wahrscheinlich wurde er aus Rache für die Generalstreiks März 1944 von den Nazis verhaftet worden. Laut seiner Tochter war ihr Vater politisch nicht aktiv. Bereits im Herbst 1945 widmete die Gemeinde Bellusco eine Piazza um in Piazza Fumagalli |

### Bernareggio
In Bernareggio wurden drei Stolpersteine verlegt.
| Stolperstein | Übersetzung                                                                                                  | Verlegeort                                         | Name, Leben                  |
| ------------ | --- | -------------------------------------------------- | ---------------------------- |
|              | HIER WOHNTE AGOSTINO CORNO GEBOREN 1896 VERHAFTET 10.3.1944 DEPORTIERT MAUTHAUSEN ERMORDET 23.12.1944 GUSEN  | Via Pertini, 46 · Palazzo Comunale · Bernareggio · | Agostino Corno (1896–1944)   |
|              | HIER WOHNTE ATTILIO GALBIATI GEBOREN 1913 VERHAFTET 4.3.1943 DEPORTIERT MAUTHAUSEN ERMORDET 25.10.1944 GUSEN | Via Pertini, 46 · Palazzo Comunale · Bernareggio · | Attilio Galbiati (1913–1944) |
|              | HIER WOHNTE GENNARO MOTTA GEBOREN 1909 VERHAFTET 27.3.1944 DEPORTIERT MAUTHAUSEN ERMORDET 3.5.1944           | Via Pertini, 46 · Palazzo Comunale · Bernareggio · | Gennaro Motta (1909–1944)    |

### Besana in Brianza
In Besana in Brianza wurden zwei Stolpersteine an zwei Adressen verlegt.
| Stolperstein | Übersetzung                                                                                               | Verlegeort                                | Name, Leben               |
| ------------ | --- | ----------------------------------------- | ------------------------- |
|              | HIER WOHNTE LUIGI LURAGHI GEBOREN 1920 VERHAFTET INTERNIERT FOSSOLI ERMORDET 12.7.1944 CIBENO DI CARPI    | Via San Siro Besana in Brianza            | Luigi Luraghi (1920–1944) |
|              | HIER WOHNTE ALFONSO RIVA GEBOREN 1924 VERHAFTET 8.9.1943 KROATIEN DEPORTIERT SANDBOSTEL ERMORDET 3.2.1944 | Via Roma, 1 (Municipio) Besana in Brianza | Alfonso Riva (1924–1944)  |

### Biassono
In Biassono wurden zwei Stolpersteine verlegt an zwei Adressen verlegt.
| Stolperstein | Übersetzung | Verlegeort               | Name, Leben                        |
| ------------ | --- | ------------------------ | ---------------------------------- |
|              | HIER WOHNTE ANTONIO CASIRAGHI GEBOREN 1909 DEPORTIERT MAUTHAUSEN ERMORDET 12.1.1945 GUSEN                                      | Via Dante 19             | Antonio Casiraghi (1909–1945)      |
|              | HIER WOHNTE AMBROGIO CASSANMAGNAGO GEBOREN 1901 VERHAFTET 5.5.1944 DEPORTIERT FLOSSENBÜRG, MAUTHAUSEN ERMORDET 2.12.1944 GUSEN | Via San Martino Biassono | Ambrogio Cassanmagnago (1901–1944) |

### Bovisio Masciago
In Bovisio Masciago wurden vier Stolpersteine verlegt, alle liegen vor dem Rathaus, Piazza Biraghi, 3 (). Zugänglich sind sie nur Montags zwischen 9 Uhr und 12 Uhr 30 und Donnerstags zwischen 15 Uhr und 18 Uhr.
| Stolperstein | Übersetzung | Name, Leben                   |
| ------------ | --- | ----------------------------- |
|              | HIER WOHNTE AMEDEO BETTINI GEBOREN 1909 VERHAFTET 1944 INTERNIERT IN FLOSSENBÜRG ZWICKAU ERMORDET 21.4.1944 TODESMARSCH             | Amedeo Bettini (1909–1945)    |
|              | HIER LEBTE FRANCESCO GHIANDA GEBOREN 1909 VERHAFTET 1.3.1944 DEPORTIERT 1944 FLOSSENBÜRG, MAUTHAUSEN ERMORDET 31.3.1945 HINTERBRÜHL | Francesco Ghianda (1909–1945) |
|              | HIER WOHNTE ANTONIO MOI GEBOREN 1902 VERHAFTET 6.11.1944 DEPORTIERT MAUTHAUSEN ERMORDET 24.3.1945                                   | Antonio Moi (1902–1945)       |
|              | HIER WOHNTE FERRUCCIO SALA GEBOREN 1920 VERHAFTET 2.11.1944 DEPORTIERT 1956 MAUTHAUSEN ERMORDET 19.3.1945 GUSEN                     | Ferruccio Sala                |

### Briosco
In Briosco wurden zwei Stolpersteine an einer Adresse verlegt.
| Stolperstein | Übersetzung | Verlegeort              | Name, Leben               |
| ------------ | --- | ----------------------- | ------------------------- |
|              | HIER WOHNTE EGIDIO ANNONI GEBOREN 1923 VERHAFTET SEPT. 1943 DEPORTIERT STALAG VIII NÜRNBERG ERMORDET 21.1.1945                                            | Via Roma, 4 · Briosco · | Egidio Annoni (1923–1945) |
|              | HIER WOHNTE RICCARDO RONZONI GEBOREN 1911 VERHAFTET 9.9.1943 PESCHIERA DEL GARDA DEPORTIERT 1943 DACHAU,FLOSSENBÜRG MAUTHAUSEN ERMORDET 12.3.1945 EBENSEE | Via Roma, 4 · Briosco · | Riccardo Ronzoni          |

### Brugherio
In Brugherio wurden fünf Stolpersteine an einem Platz verlegt.
| Stolperstein | Übersetzung | Verlegeort                              | Name, Leben                    |
| ------------ | --- | --------------------------------------- | ------------------------------ |
|              | HIER WOHNTE GIULIO AGOSTONI GEBOREN 1905 VERHAFTET 27.3.1944 DEPORTIERT 1944 MAUTHAUSEN ERMORDET 22.4.1945 GUSEN   | Piazza Cesare Battisti, 1 · Brugherio · | Giulio Agostoni (1905–1944)    |
|              | HIER WOHNTE VITTORIO BORGONOVO GEBOREN 1911 VERHAFTET 8.9.1943 DEPORTIERT 1943 MÜHLBERG ERMORDET 9.4.1944 ZEITHAIN | Piazza Cesare Battisti, 1 · Brugherio · | Vittorio Borgonovo (1911–1944) |
|              | HIER WOHNTE EDOARDO COLOMBO GEBOREN 1913 VERHAFTET 1944 DEPORTIERT FLOSSENBÜRG ERMORDET 10.2.1945 HERSBRUCK        | Piazza Cesare Battisti, 1 · Brugherio · | Edoardo Colombo (1913–1945)    |
|              | HIER WOHNTE ALBINO PISONI GEBOREN 1913 VERHAFTET 7.8.1944 DEPORTIERT MAUTHAUSEN ERMORDET 15.2.1945 MELK            | Piazza Cesare Battisti, 1 · Brugherio · | Albino Pisoni (1913–1945)      |
|              | HIER WOHNTE GIOACHINO TERUZZI GEBOREN 1913 VERHAFTET 12.9.1943 DEPORTIERT LUCKENWALDE TOT 7.12.1944 ZEITHAIN       | Piazza Cesare Battisti, 1 · Brugherio · | Gioachino Teruzzi (1913–1944)  |

### Carate Brianza
In Carate Brianza wurden zwei Stolpersteine verlegt.
| Stolperstein | Übersetzung                                                                                            | Verlegeort                               | Name, Leben                 |
| ------------ | --- | ---------------------------------------- | --------------------------- |
|              | HIER WOHNTE AUGUSTO CESANA GEBOREN 1897 VERHAFTET 30.12.1944 DEPORTIERT FLOSSENBÜRG ERMORDET 18.3.1945 | Via Azimonti, 6 Carate Brianza           | Augusto Cesana (1897–1945)  |
|              | HIER WOHNTE GIOVANNI CESANA GEBOREN 1923 INTERNIERT IN FALLINGBOSTEL ERMORDET 15.7.1944                | Piazza Cesare Battisti, 1 Carate Brianza | Giovanni Cesana (1923–1944) |

### Cavenago di Brianza
In Cavenago di Brianza wurde ein Stolperstein verlegt.
| Stolperstein | Übersetzung                                                                                        | Verlegeort                        | Name, Leben               |
| ------------ | -------------------------------------------------------------------------------------------------- | --------------------------------- | ------------------------- |
|              | HIER WOHNTE GIULIO BESANA GEBOREN 1913 VERHAFTET 8.9.1943 DEPORTIERT ERMORDET 25.4.1945 MAUTHAUSEN | Via Rasini, 6 Cavenago di Brianza | Giulio Besana (1913–1945) |

### Ceriano Laghetto
In Ceriano Laghetto wurde ein Stolperstein verlegt.
| Stolperstein | Übersetzung                                                                                  | Verlegeort                     | Name, Leben              |
| ------------ | -------------------------------------------------------------------------------------------- | ------------------------------ | ------------------------ |
|              | HIER WOHNTE UMBERTO GUASCONI GEBOREN 1904 VERHAFTET 12.1.1945 DEPORTIERT BOZEN-GRIES BEFREIT | Via I° Maggio Ceriano Laghetto | Umberto Guasconi (1904–) |

### Cesano Maderno
In Cesano Maderno wurden sieben Stolpersteine an sieben Adressen verlegt.
| Stolperstein | Übersetzung | Verlegeort                             | Name, Leben                    |
| ------------ | --- | -------------------------------------- | ------------------------------ |
|              | HIER WOHNTE LEONTINO BERTAGGIA GEBOREN 1921 VERHAFTET 9.9.1944 POSTUMIA DEPORTIERT BUCHENWALD ERMORDET 4.4.1945 SANGERHAUSEN | Via Magenta, 3 Snia                    | Leontino Bertaggia (1921–1945) |
|              | HIER LEBTE LUIGI CAMISASCA GEBOREN 1913 VERHAFTET 11.9.1943 TURIN DEPORTIERT 1943 HAMMELBURG ERMORDET 24.2.1944 SCHWEINFURT  | Via San Bernardo Cesano Maderno        | Luigi Camisasca (1913–1944)    |
|              | HIER WOHNTE LUIGI CERMENATI GEBOREN 1912 VERHAFTET 1943 PYLOS, GRIECHENLAND DEPORTIERT BUCHENWALD GESTORBEN 27.10.1944       | Via Padre Alfani 2                     | Luigi Cermenati (1912–1944)    |
|              | HIER WOHNTE ETTOR DIOTTI GEBOREN 1908 VERHAFTET MÄRZ 1944 DEPORTIERT MAUTHAUSEN ERMORDET 3.4.1945                            | Via Manzoni, 6 Binzago                 | Ettore Diotti (1908–1945)      |
|              | HIER STUDIERTE CLARA LEVI GEBOREN 1929 VERHAFTET 1.12.1943 DEPORTIERT AUSCHWITZ GESTORBEN BERGEN-BELSEN                      | Via Duca D'Aosta, 1 · Cesano Maderno · | Clara Levi                     |
|              | HIER WOHNTE ARTURO MARTINELLI GEBOREN 1916 VERHAFTET AUS POLITISCHEN GRÜNDEN 1943 FOSSOLI ERMORDET 12.7.1944 CIBENO          | Piazza Arese, 1 · Cesano Maderno ·     | Arturo Martinelli              |
|              | HIER WOHNTE MARIO ROMANÒ GEBOREN 1914 VERHAFTET 8.9.1943 DEPORTIERT UMGEKOMMEN 13.11.1945 STERNBERK                          | Via Toti/Via S.Luigi Cascina Gaeta     | Mario Romanò (1914–1945)       |

### Cogliate
In Cogliate wurden drei Stolpersteine an einer Adresse verlegt.
| Stolperstein | Übersetzung | Verlegeort                 | Name, Leben                  |
| ------------ | --- | -------------------------- | ---------------------------- |
|              | HIER WOHNTE CLARINO BASILICO GEBOREN 1909 VERHAFTET 8.9.1943 KROATIEN DEPORTIERT WERDOHL ERMORDET 4.7.1944      | Largo Follini · Cogliate · | Clarino Basilico (1909–1944) |
|              | HIER WOHNTE ANTONIO BORGHI GEBOREN 1924 VERHAFTET 8.9.1943 GRIECHENLAND DEPORTIERT ERMORDET 17.4.1944 DORTMUND  | Largo Follini · Cogliate · | Antonio Borghi (1924–1944)   |
|              | HIER WOHNTE MARIO FOLLINI GEBOREN 1897 VERHAFTET 15.7.1944 DEPORTIERT FLOSSENBÜRG ERMORDET 16.11.1944 HERSBRUCK | Largo Follini · Cogliate · | Mario Follini                |

### Concorezzo
In Concorezzo wurde ein Stolperstein verlegt.
| Stolperstein | Übersetzung                                                                                                | Verlegeort                    | Name, Leben                |
| ------------ | --- | ----------------------------- | -------------------------- |
|              | HIER WOHNTE MARIO BRIOSCHI GEBOREN 1903 VERHAFTET 24.4.1944 DEPORTIERT MAUTHAUSEN ERMORDET 31.8.1944 GUSEN | Via Lazzaretto, 48 Concorezzo | Mario Brioschi (1903–1944) |

### Cornate d’Adda
In Cornate d’Adda wurde ein Stolperstein verlegt.
| Stolperstein | Übersetzung                                                                                                  | Verlegeort                                       | Name, Leben                 |
| ------------ | --- | ------------------------------------------------ | --------------------------- |
|              | HIER LEBTE BATTISTA CRIPPA GEBOREN 1903 VERHAFTET 21.2.1944 DEPORTIERT MAUTHAUSEN ERMORDET 18.5.1944 EBENSEE | Via A. Volta 29 Palazzo Communale Cornate d’Adda | Battista Crippa (1903–1944) |

### Correzzana
In Correzzana wurde ein Stolperstein verlegt.
| Stolperstein | Übersetzung | Verlegeort                     | Name, Leben                   |
| ------------ | --- | ------------------------------ | ----------------------------- |
|              | HIER WOHNTE AMBROGIO CORBETTA GEBOREN 1921 VERHAFTET 8.9.1943 GRIECHENLAND DEPORTIERT 1943 WESLAR ERMORDET 1945 BUCHENWALD | Via Provinciale, 39 Correzzana | Ambrogio Corbetta (1921–1945) |

### Desio
In Desio wurden fünf Stolpersteine an vier Adressen verlegt.
| Stolperstein | Übersetzung | Verlegeort                 | Name, Leben                       |
| ------------ | --- | -------------------------- | --------------------------------- |
|              | HIER WOHNTE LUIGI BRIANI GEBOREN 1900 VERHAFTET 14.3.1944 DEPORTIERT MAUTHAUSEN ERMORDET 10.10.1944 GUSEN         | Via XXV aprile, 1 Desio    | Luigi Briani (1900–1944)          |
|              | HIER WOHNTE LEAH ELERTT HASELNUSS GEBOREN 1882 VERHAFTET 3.12.1943 DEPORTIERT 1944 ERMORDET 6.2.1944 AUSCHWITZ    | Corso Italia, 90 · Desio · | Leah Elertt Haselnuss (1882–1944) |
|              | HIER WOHNTE ANNA HASELNUSS GEBOREN 1915 VERHAFTET 3.12.1943 DEPORTIERT 1944 ERMORDET 6.2.1944 AUSCHWITZ           | Corso Italia, 90 · Desio · | Anna Haselnuss (1915–1944)        |
|              | HIER WOHNTE MARIO MICHELINI GEBOREN 1909 VERHAFTET 9.2.1944 DEPORTIERT 1944 MAUTHAUSEN ERMORDET 28.4.1945 EBENSEE | Via Garibaldi, 13 Desio    | Mario Michelini (1909–1945)       |
|              | HIER WOHNTE LUIGI SCALFI GEBOREN 1921 VERHAFTET 1943 INTERNIERT IN DORTMUND GESTORBEN 28.11.1944                  | Via Garibaldi, 59 Desio    | Luigi Scalfi (1921–1944)          |

### Giussano
In Giussano wurden zwei Stolpersteine verlegt.
| Stolperstein | Übersetzung                                                                                                   | Verlegeort                   | Name, Leben                    |
| ------------ | --- | ---------------------------- | ------------------------------ |
|              | HIER WOHNTE AURELIO BELLOTTI GEBOREN 1921 VERHAFTET 8.9.1943 DEPORTIERT GÖRLITZ GESTORBEN 24.5.1945           | Piazza Aldo Moro Giussano    | Aurelio Bellotti (1921–1945)   |
|              | HIER WOHNTE GIUSEPPE FUMAGALLI GEBOREN 1907 VERHAFTET 8.9.1943 INTERNIERT IN LUCKENWALDE UMGEKOMMEN 23.1.1945 | Piazza Aldo Moro, 1 Giussano | Giuseppe Fumagalli (1907–1945) |

### Lentate sul Seveso
In Lentate sul Seveso wurden drei Stolpersteine an drei Adressen verlegt.
| Stolperstein | Übersetzung | Verlegeort                                                | Name, Leben                        |
| ------------ | --- | --------------------------------------------------------- | ---------------------------------- |
|              | HIER WOHNTE AMABILE MARELLI GEBOREN 1918 VERHAFTET 1943 RODI DEPORTIERT BERGEN-BELSEN ERMORDET 13.3.1945                  | Piazza Fratelli Cervi Camnago                             | Amabile Marelli (1918–1945)        |
|              | HIER WOHNTE GAETANO VENTURINI GEBOREN 1921 VERHAFTET 15.9.1943 ALBANIEN DEPORTIERT MITTELBAU-DORA ERMORDET 11.12.1943     | Via Achille Grandi (giardino pubblico) Lentate sul Seveso | Gaetano Venturini (1921–1943)      |
|              | HIER WOHNTE CARLO AMBROGIO VERGANI GEBOREN 1909 VERHAFTET 8.9.1943 DEPORTIERT STALAG XII A ERMORDET 23.11.1944 SAARGEMÜND | Via Tonale, 6 Eingang Kindergarten Lentate sul Seveso     | Carlo Ambrogio Vergani (1909–1944) |

### Limbiate
In Limbiate wurden zwei Stolpersteine an einer Adresse verlegt.
| Stolperstein | Übersetzung                                                                | Verlegeort                       | Name, Leben               |
| ------------ | -------------------------------------------------------------------------- | -------------------------------- | ------------------------- |
|              | HIER WOHNTE LUIGI COLOMBO GEBOREN 1922 DEPORTIERT 1943 TOT 4.6.1945 GORZOW | Via Monte Bianco, 2 · Limbiate · | Luigi Colombo (1922–1945) |
|              | HIER WOHNTE ELDA LEVI GUTENBERG GEBOREN 1894 ERMORDET 31.3.1945 BOZEN      | Via Monte Bianco, 2 · Limbiate · | Elda Levi Gutenberg       |

### Lissone
In Lissone wurden fünf Stolpersteine an fünf Adressen verlegt.
| Stolperstein | Übersetzung | Verlegeort                               | Name, Leben                                      |
| ------------ | --- | ---------------------------------------- | ------------------------------------------------ |
|              | HIER WURDE AUSGEBILDET MARIO BETTEGA GEBOREN 1918 VERHAFTET 23.2.1944 DEPORTIERT MAUTHAUSEN ERMORDET 19.3.1945            | Via Dante, 30 · Lissone ·                | Mario Bettega                                    |
|              | HIER WOHNTE GIULIO COLZANI GEBOREN 1911 VERHAFTET 11.7.1944 DEPORTIERT DACHAU, BUCHENWALD ERMORDET 24.4.1945 TODESMARSCH  | Via Piave, 1 Lissone                     | Giulio Colzani (1911–1945)                       |
|              | HIER WOHNTE GIAN FRANCO DE CAPITANI DA VIMERCATE GEBOREN 1925 VERHAFTET 4.3.1944 DEPORTIERT MAUTHAUSEN ERMORDET 5.12.1944 | Via Padre Reginaldo Giuliani, 59 Lissone | Gian Franco De Capitani Da Vimercate (1925–1944) |
|              | HIER WOHNTE ALDO FUMAGALLI GEBOREN 1921 VERHAFTET 8.9.1943 KROATIEN DEPORTIERT MITTELBAU-DORA ERMORDET 3.11.1944          | Via Jenner Ecke Via Fleming Lissone      | Aldo Fumagalli (1921–1944)                       |
|              | HIER WOHNTE ATTILIO MAZZI GEBOREN 1885 VERHAFTET 23.11.1943 DEPORTIERT 1944 MAUTHAUSEN ERMORDET 9.4.1945 GUSEN            | Via Matteotti, 10 · Lissone ·            | Attilio Mazzi                                    |

### Meda
In Meda wurden sechs Stolpersteine an zwei Adressen verlegt.
| Stolperstein | Übersetzung | Verlegeort                   | Name, Leben                    |
| ------------ | --- | ---------------------------- | ------------------------------ |
|              | HIER WOHNTE ANTONIO BUSNELLI GEBOREN 1911 VERHAFTET 17.3.1944 DEPORTIERT 1944 MAUTHAUSEN ERMORDET 19.4.1945 GUSEN                | Piazza Municipio, 4 · Meda · | Antonio Busnelli               |
|              | HIER WOHNTE FELICE CAPPELLINI GEBOREN 1920 VERHAFTET 10.9.1943 ZADAR DEPORTIERT FULLEN, DORTMUND ERMORDET 25.11.1943 LÜDENSCHEID | Piazza Repubblica Meda       | Felice Cappellini (1920–1943)  |
|              | HIER WOHNTE LUIGI CATTANEO GEBOREN 1923 VERHAFTET 1943 DEPORTIERT FALLINGBOSTEL ERMORDET 15.6.1944                               | Piazza Repubblica Meda       | Luigi Cattaneo (1923–1944)     |
|              | HIER WOHNTE LEONARDO CAZZANIGA GEBOREN 1919 VERHAFTET 9.9.1943 ROMA ERMORDET 24.12.1943 GÖRLITZ                                  | Piazza Repubblica Meda       | Leonardo Cazzaniga (1919–1943) |
|              | HIER WOHNTE RINALDO GIORGETTI GEBOREN 1915 VERHAFTET 17.3.1944 DEPORTIERT 1944 MAUTHAUSEN ERMORDET 18.4.1945 GUSEN               | Piazza Municipio, 4 · Meda · | Rinaldo Giorgetti              |
|              | HIER WOHNTE VINCENZO MERONI GEBOREN 1911 VERHAFTET 17.3.1944 DEPORTIERT 1944 MAUTHAUSEN ERMORDET 14.1.1945 GUSEN                 | Piazza Municipio, 4 · Meda · | Vincenzo Meroni                |

### Monza
In Monza wurden sechzehn Stolpersteine an fünfzehn Adressen verlegt.
| Stolperstein | Übersetzung | Verlegeort                                 | Name, Leben                                                                                  |
| ------------ | --- | ------------------------------------------ | -------------------------------------------------------------------------------------------- |
|              | | Via Gaetano Casati, 15 Monza               | Enrico Arosio (1904–1944)                                                                    |
|              | HIER WOHNTE ANGELO BERETTA GEBOREN 1923 VERHAFTET 12.3.1944 DEPORTIERT MAUTHAUSEN ERMORDET 31.3.1945 HINTERBRÜHL                    | Via San Rocco, 11 Monza                    | Angelo Beretta (1923–1945)                                                                   |
|              | HIER WOHNTE ENRICO BRACESCO GEBOREN 1910 VERHAFTET 13.3.1944 DEPORTIERT MAUTHAUSEN ERMORDET 15.12.1944 SCHLOSS HARTHEIM             | Via Dante, 45 (Bosco della Memoria) Monza  | Enrico Bracesco (1910–1944)                                                                  |
|              | HIER WOHNTE LIBERO CASARINI GEBOREN 1913 VERHAFTET 1944 DEPORTIERT REINBACH ERMORDET 28.1.1945 EBENSEE                              | via Carlo Prina 2 Monza                    | Libero Casarini (1913–1945)                                                                  |
|              | HIER ARBEITETE ALESSANDRO COLOMBO GEBOREN 1875 DEPORTIERT 1943 AUSCHWITZ ERMORDET 11.12.1943                                        | Via Carlo Prina, 19 Monza                  | Alessandro Colombo                                                                           |
|              | HIER ARBEITETE ILDA COLOMBO ZAMORANI GEBOREN 1880 VERHAFTET 1943 DEPORTIERT AUSCHWITZ ERMORDET 11.12.1943                           | Via Carlo Prina, 19 Monza                  | Ilda Colombo ZamoraniDer Stolperstein wurde auf Grund einer fehlerhaften Inschrift erneuert. |
|              | HIER WOHNTE FEDERICO GAVIRAGHI GEBOREN 1903 VERHAFTET 10.7.1944 DEPORTIERT DACHAU ERMORDET 13.12.1944 ÜBERLINGEN                    | Via Mozart, 16 Monza                       | Federico Gaviraghi (1903–1944)                                                               |
|              | | Via Antonio Giambacorti Passerini, 9 Monza | Antonio Giambacorti Passerini (1903–1944)<                                                   |
|              | HIER WOHNTE GIORGIO LEVI GEBOREN 1898 VERHAFTET 4.12.1943 INTERNIERT IN FOSSOLI DEPORTIERT AUSCHWITZ ERMORDET 18.1.1945 TODESMARSCH | Via Pretorio, 2 Monza                      | Giorgio Levi (1898–1945)                                                                     |
|              | HIER WOHNTE PIETRO MASSARI GEBOREN 1906 VERHAFTET 12.3.1944 DEPORTIERT MAUTHAUSEN ERMORDET 15.12.1944 EBENSEE                       | Via Col di Lana, 17 Monza                  | Pietro Massari (1906–1944)                                                                   |
|              | | Via Carlo Amati, 13 Monza                  | Ernesto Messa (1894–1944)                                                                    |
|              | HIER WOHNTE VINCENZO MOINO GEBOREN 1899 VERHAFTET 28.2.1944 DEPORTIERT MAUTHAUSEN ERMORDET 31.5.1944 GUSEN                          | Spalto Piodo 8 Monza                       | Vincenzo Moino (1899–1944)                                                                   |
|              | HIER WOHNTE LUIGI MONTRASIO GEBOREN 1909 VERHAFTET 12.3.1944 DEPORTIERT MAUTHAUSEN ERMORDET 19.5.1944 GUSEN                         | Via Marco d'Agrate, 21 Monza               | Luigi Montrasio (1909–1944)                                                                  |
|              | HIER WOHNTE GIOVANNI POLI GEBOREN 1903 VERHAFTET 12.3.1944 DEPORTIERT MAUTHAUSEN ERMORDET 16.6.1944 GUSEN                           | via Giovanni dalle Bande Nere 78 Monza     | Giovanni Poli (1903–1944)                                                                    |
|              | | Via Bartolomeo Zucchi, 27 Monza            | Carlo Prina (1897–1944)<                                                                     |
|              | HIER WOHNTE CARLO SAMIOLO GEBOREN 1895 VERHAFTET 8.3.1944 DEPORTIERT MAUTHAUSEN ERMORDET 22.4.1945 GUSEN                            | Via Volta, 15 Monza                        | Carlo Samiolo (1895–1945)                                                                    |

### Muggiò
In Muggiò wurden zwölf Stolpersteine an elf Adressen verlegt.
| Stolperstein | Übersetzung                                                                                               | Verlegeort                    | Name, Leben       |
| ------------ | --- | ----------------------------- | ----------------- |
|              | HIER WOHNTE ANGELO ARNABOLDI GEBOREN 1912 VERHAFTET 9.9.1943 DEPORTIERT HOHENSTEIN BEFREIT                | Via Alfonso Casati, 16        | Angelo Arnaboldi  |
|              | HIER WOHNTE GIOVANNI CADARIO GEBOREN 1923 VERHAFTET 6.3.1944 DEPORTIERT MAUTHAUSEN ERMORDET 12.9.1944     | Piazza Matteotti, 9           | Giovanni Cadario  |
|              | HIER WOHNTE UMBERTO DIEGOLI GEBOREN 1926 VERHAFTET 13.2.1944 DEPORTIERT MAUTHAUSEN ENTKOMMEN              | Via Europa, 20                | Umberto Diegoli   |
|              | HIER WOHNTE MARIO MAURI GEBOREN 1926 VERHAFTET 9.12.1944 DEPORTIERT GUSEN ERMORDET 9.4.1945               | Via Santa Elisabetta, 1       | Mario Mauri       |
|              | HIER WOHNTE LUIGI MERCANDELLI GEBOREN 1912 VERHAFTET 2.4.1944 DEPORTIERT GUSEN BEFREIT                    | Piazza Matteotti, 7           | Luigi Mercandelli |
|              | HIER WOHNTE GIUSEPPE MOLTENI GEBOREN 1905 VERHAFTET 1.4.1944 DEPORTIERT GUSEN ERMORDET 26.4.1945          | Via Luogo Pio, 1              | Giuseppe Molteni  |
|              | HIER WOHNTE PRIMO NESPOLA GEBOREN 1927 VERHAFTET 13.3.1944 DEPORTIERT EBENSEE ERMORDET 23.4.1945          | Via Italia, 31                | Primo Nespola     |
|              | HIER WOHNTE ANGELO RIVA GEBOREN 1922 VERHAFTET 9.9.1943 DEPORTIERT MAUTHAUSEN BEFREIT                     | Piazza Matteotti, 7           | Angelo Riva       |
|              | HIER WOHNTE MICHELE ROBECCHI GEBOREN 1904 VERHAFTET 10.8.1944 DEPORTIERT ÜBERLINGEN ERMORDET 30.12.1944   | Via Baruso, 7                 | Michele Robecchi  |
|              | HIER WOHNTE PAOLO SIRONI GEBOREN 1895 VERHAFTET 28.3.1944 DEPORTIERT LINZ BEFREIT                         | Via Federico Confalonieri, 33 | Paolo Sironi      |
|              | HIER WOHNTE ROMOLO TAMAGNI GEBOREN 1908 VERHAFTET 1.3.1944 DEPORTIERT SCHLOSS HARTHEIM ERMORDET 16.9.1944 | Via S. Rocco, 12              | Romolo Tamagni    |
|              | HIER WOHNTE ANGELO TESSER GEBOREN 1901 VERHAFTET 9.9.1943 DEPORTIERT LINZ BEFREIT                         | Via Federico Confalonieri, 1  | Angelo Tesser     |

### Nova Milanese
In Nova Milanese wurden drei Stolpersteine an drei Adressen verlegt.
| Stolperstein | Übersetzung                                                                                                 | Verlegeort                           | Name, Leben                 |
| ------------ | --- | ------------------------------------ | --------------------------- |
|              | HIER WOHNTE AMEDEO SCURATTI GEBOREN 1899 VERHAFTET 14.3.1944 DEPORTIERT MAUTHAUSEN ERMORDET 19.2.1945 GUSEN | Piazza Cesare Battisti Nova Milanese | Amedeo Scuratti (1899–1945) |
|              | HIER WOHNTE MARIO SIRONI GEBOREN 1925 VERHAFTET 24.11.1944 DEPORTIERT FLOSSENBÜRG ERMORDET 7.3.1945 ZWICKAU | Piazza Cesare Battisti Nova Milanese | Mario Sironi (1925–1945)    |
|              | HIER WOHNTE MARIO VANZATI GEBOREN 1911 VERHAFTET MÄRZ 1944 DEPORTIERT MAUTHAUSEN ERMORDET 15.5.1944 EBENSEE | Vicolo Cortelunga · Nova Milanese ·  | Mario Vanzati (1911–1944)   |

### Ornago
In Ornago wurden zwei Stolpersteine an zwei Adressen verlegt.
| Stolperstein | Übersetzung | Verlegeort             | Name, Leben                   |
| ------------ | --- | ---------------------- | ----------------------------- |
|              | HIER WOHNTE GIOVANNI OGGIONNI GEBOREN 1911 VERHAFTET 27.3.1944 DEPORTIERT MAUTHAUSEN BEFREIT VERSTORBEN 14.7.1945 | via Tenaglie, 15       | Giovanni Oggionni (1911–1945) |
|              | | Via Cascina Rossino, 8 | Cesare Ronco (1910–1945)      |

### Seregno
In Seregno wurden neun Stolpersteine an fünf Adressen verlegt.
| Stolperstein | Übersetzung | Verlegeort                               | Name, Leben                           |
| ------------ | --- | ---------------------------------------- | ------------------------------------- |
|              | HIER WOHNTE LUIGI CAMISASCA GEBOREN 1915 VERHAFTET 8.9.1943 GRIECHENLAND INTERNIERT IN OSNABRÜCK UMGEKOMMEN 30.4.1945 | Piazza Liberazione Seregno               | Luigi Camisasca (1915–1945)           |
|              | HIER WOHNTE ALBERTO GANI GEBOREN 1934 VERHAFTET AUGUST 1944 DEPORTIERT AUSCHWITZ ERMORDET 28.10.1944                  | Via Trabattoni, 83 · Casina Ca’ Bianca · | Alberto Gani                          |
|              | HIER WOHNTE ESTER GANI GEBOREN 1928 VERHAFTET AUGUST 1944 DEPORTIERT BERGEN-BELSEN ERMORDET 11.2.1945                 | Via Trabattoni, 83 · Casina Ca’ Bianca · | Ester Gani                            |
|              | HIER WOHNTE GIUSEPPE GANI GEBOREN 1895 VERHAFTET AUGUST 1944 DEPORTIERT AUSCHWITZ ERMORDET 28.10.1944                 | Via Trabattoni, 83 · Casina Ca’ Bianca · | Giuseppe Gani                         |
|              | HIER WOHNTE REGINA GANI GEBOREN 1926 VERHAFTET AUGUST 1944 DEPORTIERT BERGEN-BELSEN ERMORDET 11.2.1945                | Via Trabattoni, 83 · Casina Ca’ Bianca · | Regina Gani                           |
|              | HIER WOHNTE GIOVANNI RE GEBOREN 1891 VERHAFTET 15.6.1944 DEPORTIERT FLOSSENBÜRG ERMORDET 3.2.1945 LEITMERITZ          | Via Palestro, 2 Seregno                  | Giovanni Re (1891–1945)               |
|              | HIER WOHNTE FERDINANDO SILVA GEBOREN 1909 VERHAFTET 1943 DURAZZO DEPORTIERT 1943 GELSENKIRCHEN ERMORDET 1.2.1944      | Piazza Caprera, 3 ·                      | Ferdinando Silva                      |
|              | HIER WOHNTE LUIGI BATTISTA SOMASCHINI GEBOREN 1922 VERHAFTET 8.9.1943 ACQUI ERMORDET 22.2.1944 NÜRNBERG               | via Cavour / vicolo Rose Seregno         | Luigi Battista Somaschini (1922–1944) |
|              | HIER WOHNTE SPERANZA ZACCAR GEBOREN 1900 VERHAFTET AUGUST 1944 DEPORTIERT AUSCHWITZ ERMORDET 28.10.1944               | Via Trabattoni, 83 · Casina Ca’ Bianca · | Speranza Zaccar                       |

### Seveso
In Seveso wurde ein Stolperstein verlegt.
| Stolperstein | Übersetzung                                                                                 | Verlegeort                             | Name, Leben             |
| ------------ | ------------------------------------------------------------------------------------------- | -------------------------------------- | ----------------------- |
|              | HIER LEBTE PIERO GORLA GEBOREN 1909 VERHAFTET 8.9.1943 DEPORTIERT DANZIG ERMORDET 26.1.1945 | Corso Marconi, 27 vor dem Kindergarten | Piero Gorla (1909–1945) |

### Sovico
In Sovico wurde ein Stolperstein verlegt.
| Stolperstein | Übersetzung | Verlegeort               | Name, Leben    |
| ------------ | --- | ------------------------ | -------------- |
|              | HIER WOHNTE VINCENZO CANZI GEBOREN 1920 VERHAFTET 9.4.1944 DEPORTIERT 1944 MAUTHAUSEN ERMORDET 14.2.1945 GUSEN | Piazza Arturo Riva, 10 · | Vincenzo Canzi |

### Sulbiate
In Sulbiate wurde ein Stolperstein verlegt.
| Stolperstein | Übersetzung                                                                                                  | Verlegeort              | Name, Leben       |
| ------------ | --- | ----------------------- | ----------------- |
|              | HIER WOHNTE ANGELO MATTAVELLI GEBOREN 1925 VERHAFTET 15.3.1944 DEPORTIERT 1944 MAUTHAUSEN ERMORDET 21.4.1945 | Via Achille Grandi, 1 · | Angelo Mattavelli |

### Triuggio
In Triuggio wurden drei Stolpersteine an drei Adressen verlegt.
| Stolperstein | Übersetzung | Verlegeort              | Name, Leben                            |
| ------------ | --- | ----------------------- | -------------------------------------- |
|              | HIER WOHNTE ALFONSO AMBROGIO CASIRAGHI GEBOREN 1908 VERHAFTET 8.9.1943 DEPORTIERT ERMORDET 1.2.1945 GELSENKIRCHEN | Via Jacini, 3           | Alfonso Ambrogio Casiraghi (1908–1945) |
|              | HIER WOHNTE DOMENICO RIVA GEBOREN 1914 VERHAFTET GRIECHENLAND ERMORDET 7.3.1945 BAD RAPPENAU                      | Via Diaz, 75 Montemerlo | Domenico Riva (1914–1945)              |
|              | HIER WOHNTE CARLO VISMARA GEBOREN 1912 VERHAFTET 1943 DEPORTIERT ERMORDET 20.4.1944 SALZGITTER-DRÜTTE             | Via Biffi Triuggio      | Carlo Vismara (1912–1944)              |

### Vedano al Lambro
In Vedano al Lambro wurden zwei Stolpersteine an zwei Adressen verlegt.
| Stolperstein | Übersetzung | Verlegeort                                | Name, Leben                      |
| ------------ | --- | ----------------------------------------- | -------------------------------- |
|              | HIER WOHNTE AMBROGIO LUIGI ROSSI GEBOREN 1895 VERHAFTET MÄRZ 1944 DEPORTIERT MAUTHAUSEN ERMORDET 16.12.1944 GUSEN | Piazza Bonfanti Vedano al Lambro          | Ambrogio Luigi Rossi (1895–1944) |
|              | HIER WOHNTE ANGELO VIMERCATI GEBOREN 1908 VERHAFTET 9.9.1943 DEPORTIERT GROSS FULLEN ERMORDET 9.3.1945            | Via Villa/Via Cortelonga Vedano al Lambro | Angelo Vimercati (1908–1945)     |

### Verano Brianza
In Verano Brianza wurden drei Stolpersteine an drei Adressen verlegt.
| Stolperstein | Übersetzung | Verlegeort                                | Name, Leben                     |
| ------------ | --- | ----------------------------------------- | ------------------------------- |
|              | HIER WOHNTE FRANCESCO CAZZANIGA GEBOREN 1921 VERHAFTET 8.9.1943 DEPORTIERT REINBACH GESTORBEN 5.4.1945 MARKT PONGAU         | Via Cascina Caviana, 3 beim Durchgang     | Francesco Cazzaniga (1921–1945) |
|              | HIER WOHNTE FORTUNATO MANDELLI GEBOREN 1923 VERHAFTET 18.11.1944 DEPORTIERT 1945 FLOSSENBÜRG ERMORDET APRIL 1945            | Via San Giuseppe, 84 · Cascina Cattaneo · | Fortunato Mandelli (1923–1945)  |
|              | HIER WOHNTE PIERO RADAELLI GEBOREN 1923 VERHAFTET 18.9.1943 GRIECHENLAND DEPORTIERT STALAG IV-B ZEITHAIN ERMORDET 16.4.1944 | Vicolo Pretorio, 4 Verano Brianza         | Piero Radaelli (1923–1944)      |

### Villasanta
In Villasanta wurde drei Stolpersteine an drei Adressen verlegt.
| Stolperstein | Übersetzung | Verlegeort                   | Name, Leben                   |
| ------------ | --- | ---------------------------- | ----------------------------- |
|              | HIER LEBTE MARIO BIDOGLIA GEBOREN 1908 VERHAFTET 14.3.1944 DEPORTIERT MAUTHAUSEN ERMORDET 6.2.1945 GUSEN            | Piazza Paolo VI San Floriano | Mario Bidoglia (1908–1945)    |
|              | HIER LEBTE VIRGINIO MORGANTI GEBOREN 1922 VERHAFTET 8.9.1943 REGGIO EMILIA UMGEKOMMEN 6.1.1945 DÜSSELDORF           | Via Mazzini 25 Villasanta    | Virginio Morganti (1922–1945) |
|              | HIER WOHNTE ALESSANDRO VARISCO GEBOREN 1910 VERHAFTET 27.3.1944 DEPORTIERT 1944 MAUTHAUSEN ERMORDET 28.2.1945 GUSEN | Piazza Sant'Alessandro, 1 ·  | Alessandro Varisco            |

### Vimercate
In Vimercate wurde ein Stolperstein verlegt.
| Stolperstein | Übersetzung | Verlegeort                | Name, Leben                  |
| ------------ | --- | ------------------------- | ---------------------------- |
|              | HIER WOHNTE VINCENZO VERGANI GEBOREN 1922 VERHAFTET 18.9.1943 FIUME DEPORTIERT MITTELBAU-DORA ERMORDET 18.2.1944 | Via Vittorio Emanuele, 65 | Vincenzo Vergani (1922–1944) |

## Verlegedaten
Die Stolpersteine der Provinz Monza und Brianza wurden an folgenden Tagen verlegt:
- 26. Januar 2019: Cesano Maderno (Piazza Arese, 1), Lissone (Via Dante, 30), Muggiò (Via Baruso, 7), Seregno (Ca’ Bianca - Via Trabattoni, 83)
- 2. März 2019: Muggiò (Via Alfonso Casati, 16, Via Italia, 31, Via Santa Elisabetta, 1)
- 6. April 2019: Muggiò (Via Confalonieri, 1 und 33, via Europa, 20)
- 1. Mai 2019: Muggiò (Via Luogo Pio, 1, Piazza Matteotti, 7 und 9, Via S. Rocco, 12)
- 16. Januar 2020: Monza (Via Carlo Prina, 19)
- 19. Januar 2020: Brugherio
- 24. Januar 2020: Limbiate (Elda Levi Gutenberg), Sovico
- 25. Januar 2020: Cesano Maderno (Via Duca D'Aosta, 1), Cogliate (Mario Follini), Lissone (Via Matteotti, 10), Seregno (Piazza Caprera, 3)
- 26. Januar 2020: Bernareggio, Desio (Corso Italia, 90), Sulbiate, Verano Brianza (Via San Giuseppe, 84)
- 27. Januar 2020: Bovisio Masciago (Ferruccio Sala), Briosco (Riccardo Ronzoni), Meda (Piazza Municipio, 4), Nova Milanese
- 1. Februar 2020: Villasanta (Piazza Sant'Alessandro, 1)
- 27. Januar 2022: Briosco (Egidio Annoni), Lentate sul Seveso, Monza (Via Col di Lana, 17; Via Dante, 45; Via Marco d'Agrate, 21; Via Mozart, 16; Via Pretorio, 2; Via San Rocco, 11; Via Volta, 15);
- 27. Januar 2022: Bellusco, Bovisio Masciago (Antonio Moi), Carate Brianza (Via Azimonti, 6), Ornago, Verano Brianza (Vicolo Pretorio, 4)
- 29. Januar 2022: Cesano Maderno (Snia), Desio (Via Garibaldi, 59; Via XXV aprile, 1), Seregno (Piazza Liberazione, Via Palestro,2)[91], Triuggio[92], Villasanta (Piazza Paolo VI), Lissone (Via Padre Reginaldo Giuliani, 59; Via Piave, 1)
- 30. Januar 2022: Albiate
- 3. Februar 2022: Meda (Piazza Repubblica)
- 5. Februar 2022: Barlassina, Cogliate (Antonio Borghi)
- 9. Februar 2022: Aicurzio
- 19. März 2022: Cesano Maderno (Binzago, Cascina Gaeta)
- 25. April 2022: Arcore
- 5. Mai 2022: Limbiate (Luigi Colombo), Vimercate[93]
- 27. Januar 2023: Bovisio Masciago (Amedeo Bettini), Carate Brianza (Piazza Cesare Battisti, 1), Giussano, Lissone (Aldo Fumagalli)
- 28. Januar 2023: Villasanta (Via Mazzini 25)
- 29. Januar 2023: Bernareggio (Gennaro Motta),[94] Vedano al Lambro
- 25. Januar 2024: Giussano (Aurelio Bellotti)
- 26. Januar 2024: Agrate Brianza, Meda (Felice Cappellini), Seveso
- 27. Januar 2024: Albiate (Via Marconi, 57), Arcore (Cirillo Castello), Barlassina (Corso Milano 60), Biassono, Besana in Brianza, Cesano Maderno (Via Padre Alfani 2), Brugherio (Gioachino Teruzzi), Desio (Via Garibaldi, 13), Lentate sul Seveso (Via Tonale, 6), Monza (via Carlo Prina 2, via Giovanni dalle Bande Nere 78, Spalto Piodo 8), Ornago (Via Cascina Rossino, 8), Seregno (via Cavour / vicolo Rose), Verano Brianza (Via Cascina Caviana, 3), Triuggio (Via Jacini, 3), Cornate d’Adda
- 3. Februar 2024: Cogliate (Clarino Basilico)
- 9. Februar 2024: Ceriano Laghetto
- 25. März 2024: Correzzana
- 10. April 2024: Concorezzo
- 2. Dezember 2024: Monza (Via Antonio Giambacorti Passerini, 9, Via Bartolomeo Zucchi, 27, Via Carlo Amati, 13, Via Gaetano Casati, 15)
- 25. Januar 2025: Biassono (Via San Martino), Brugherio (Vittorio Borgonovo), Cesano Maderno (Via San Bernardo)
- 27. Januar 2025: Agrate Brianza (Via Giuseppe Mazzini, 4, Via IV Novembre, 6), Besana in Brianza (Via San Siro), Bovisio Masciago (Francesco Ghianda), Cavenago di Brianza